# 8526 Такеутіюко
8526 Такеутіюко (8526 Takeuchiyukou) — астероїд головного поясу, відкритий 23 вересня 1992 року.
Тіссеранів параметр щодо Юпітера — 3,515.
Названо на честь Такеуті Юко (яп. たけうち・ゆうこう(竹内雄幸) такеуті ю:ко:).